# Emphytoecia
Emphytoecia is een kevergeslacht uit de familie van de boktorren (Cerambycidae). De wetenschappelijke naam van het geslacht werd voor het eerst geldig gepubliceerd in 1859 door Fairmaire & Germain.

## Soorten
Emphytoecia omvat de volgende soorten:
- Emphytoecia alboliturata (Blanchard, 1851)
- Emphytoecia camousseighti Cerda, 1995
- Emphytoecia dimidiata (Blanchard, 1851)
- Emphytoecia elquiensis Cerda, 1995
- Emphytoecia lineolata (Blanchard, 1851)
- Emphytoecia niveopicta Fairmaire & Germain, 1864
- Emphytoecia sutura-alba Fairmaire & Germain, 1859
- Emphytoecia suturella (Blanchard, 1851)